# National Highway 3 (Indien)

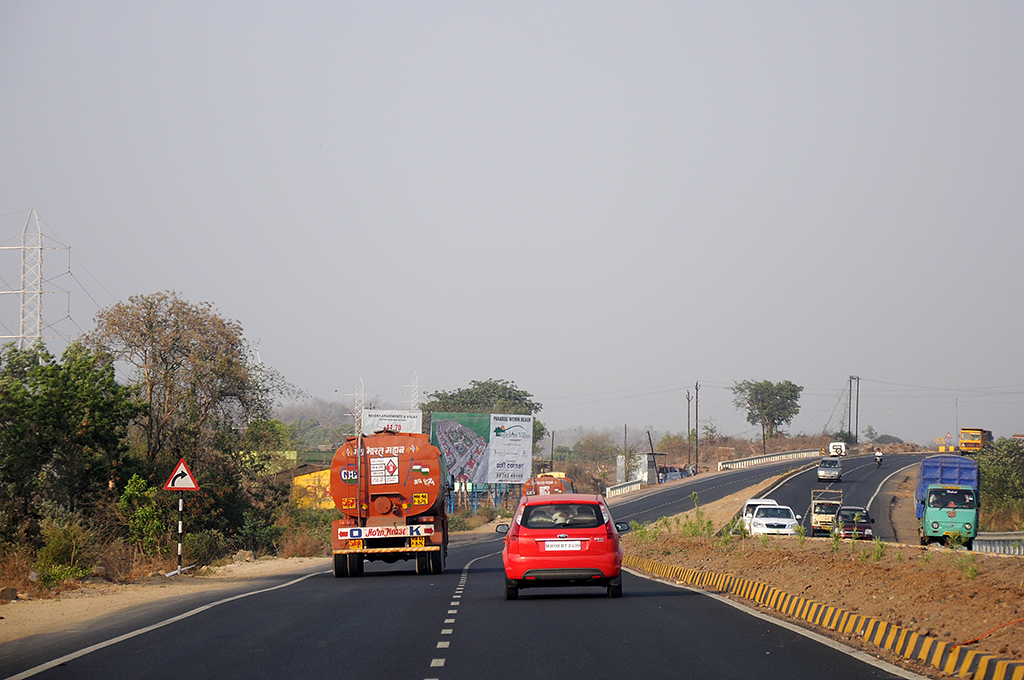
Der hier vierspurige NH 3 bei Dhule im Bundesstaat Maharashtra.

National Highway 3 (NH 3) ist eine Hauptfernstraße im Westen des Staates Indien mit einer Länge von 1.161 Kilometern. Sie führt durch die Bundesstaaten Uttar Pradesh, Rajasthan, Madhya Pradesh und Maharashtra und verbindet die indische Stadt Agra mit der südwestlich gelegenen Finanzmetropole Mumbai.